# Jean-Claude Meurens
Jean-Claude Meurens, né le 17 octobre 1952 à Aubel, est un homme politique belge, membre du Mouvement réformateur.

## Famille
Jean-Claude Meurens fait partie d'une famille dont plusieurs membres ont exercé des mandats politiques au niveau local à Aubel. Son père, Alexis Meurens, a été échevin d'Aubel durant 24 ans (1958-1982). Son grand-père, Clément Meurens, fut bourgmestre de la commune entre 1931 et 1946. Enfin, son oncle Laurent Gérardy en fut également le bourgmestre.  Il est marié, père de deux enfants et grand père.  

## Carrière politique
Mandats politiques exercés antérieurement ou actuellement:
- 1989-1994: Conseiller du CPAS d'Aubel.
- 1994-2007: Conseiller provincial de Liège.
- 1995-: Conseiller communal d'Aubel.
- 1995-2018: Bourgmestre d'Aubel.
- 2000-2003: Vice-président du Collège provincial de Liège.
- 2003-2006: Président du Collège provincial de Liège.
- 2007-2009: Député wallon et de la Communauté française.
- 2012-: Conseiller provincial de Liège.